# ブチロフェノン
ブチロフェノン（Butyrophenone）は、化学物質である。誘導体のいくつか（総称してブチロフェノン系と呼ばれる）は、制吐薬として用いられるとともに統合失調症等の精神疾患の治療に用いられる。
ブチロフェノン系の薬には、以下のようなものが含まれる。
- アザペロン - 獣医学用に用いられる。
- トリペリドール（英語版）[3][4] - 強い抗精神病薬である（クロルプロマジンの200倍強い）[5]。
- ドロペリドール[6] - 制吐剤、局所麻酔や全身麻酔の補助薬として用いられる[7]。
- ドンペリドン[8] - ブチロフェノンに由来するドーパミンアンタゴニストの制吐薬である（これ自体はブチロフェノン系ではない）。
- ハロペリドール[9] - ブチロフェノン系で最も広く使われている抗精神病薬である[2]。
- ベンペリドール - よく利用される抗精神病薬で最も強い（クロルプロマジンの200倍強い）[2]。
- メルペロン（英語版）[10] - 弱い抗精神病薬である。ヨーロッパでは、不眠症、精神錯乱[注釈 1]、精神運動性激越（英語版）、せん妄等の症状で、特に老齢の患者の治療によく用いられる。
- レンペロン（英語版）[12]
- ルマテペロン -  2020年2月アメリカで販売開始。

非定型抗精神病薬のリスペリドンはブチロフェノン系ではないが、ベンペリドールとケタンセリンの構造を元に開発された。